# Malawiaans nationaal referendum 1993
| Stemverhoudingen in % |
| --------------------- |
|                       |

Het Malawiaans nationaal referendum van 1993 vond op 14 juni 1993 plaats. De kiesgerechtigde bevolking mocht zich per volksraadpleging uitspreken over de instelling van een meerpartijenstelsel of de handhaving van het eenpartijstelsel Een duidelijke meerderheid sprak zich uit voor een meerpartijenstelsel.

## Voorspel
Sinds 1990 was er sprake van onrust en verzet tegen het totalitaire bewind van president voor het leven Dr. Hastings Banda en diens onwil tot democratisering leidden 1992 tot protesten die aanvankelijk door de president de kop in werden gedrukt. Internationale pressie en aanhoudend verzet van de bevolking leidde ertoe dat Banda op 31 december 1992 beloofde om in het voorjaar van 1993 een te houden over het eenpartijstelsel dat het land als sinds de onafhankelijkheid in 1964 kende. Onder druk van de oppositie werd het referendum in juni gehouden en niet in het voorjaar: de oppositie had meer tijd nodig om zich voor te bereiden.

## Uitslag
Bij een opkomst van 67,10% sprak 64,69% zich uit voor een meerpartijenstelsel.
| Keuze                             | Stemmen   | %      |
| --------------------------------- | --------- | ------ |
| Meerpartijenstelsel               | 1.993.996 | 64,69  |
| Eenpartijstelsel                  | 1.088.473 | 35,31  |
| Ongeldige stemmen/ blanco stemmen | 70.979    | -      |
| Totaal                            | 3.153.448 | 100,00 |
| Geregistreerde kiezers/ opkomst   | 4.699.527 | 67,10  |
| Bron: AED, Smedt                  |           |        |

## Nasleep
Banda legde zich neer bij de uitslag van het referendum maar weigerde een coalitieregering te vormen in aanloop van nieuwe verkiezingen. Uiteindelijk ging hij wel akkoord met het oprichten van een speciale nationale raad die tot doel had de grondwet aan te passen om zo de weg vrij te maken voor het instellen van een meerpartijenstelsel. De nationale raad ontnam Banda zijn titel van "president voor het leven" en perkte zijn macht flink in.